# Антъни Майкъл Хол
Антъни Майкъл Хол (на английски: Michael Anthony Thomas Charles Hall, известен като Michael Anthony Hall) е американски актьор, директор и продуцент.

## Биография
Антъни Майкъл Хол е роден на 14 април 1968 г. в Уест Роксбъри, Бостън, Масачузетс, САЩ. Той е от смесен ирландски и италиански произход. Майка му е джаз певица. Учи в „Св. Хилда“ и „Св. Хю“.
Става известен през 80-те години на ХХ век с роли във филми за юноши. Първият му филм Six Pack (1982) не е особено успешен с продажбите в бокс офиса, но вторият му филм му помага да стане един от най-успелите млади комедийни актьори на десетилетието. Следват роли във филми, като „Шестнадесет свещи“, „Клуб „Закуска“, „Едуард Ножиците“ и „Шест степени на разделение“. Член е на Брат Пак.
В първото десетилетие на XXI век отново става популярен с телевизионния сериал „Мъртвата зона“. Сериалът престава да се излъчва през 2007 година.